# أولي (تبريز)
أولي هي قرية في مقاطعة تبريز، إيران. عدد سكان هذه القرية هو 778 في سنة 2006.